# Don Beck

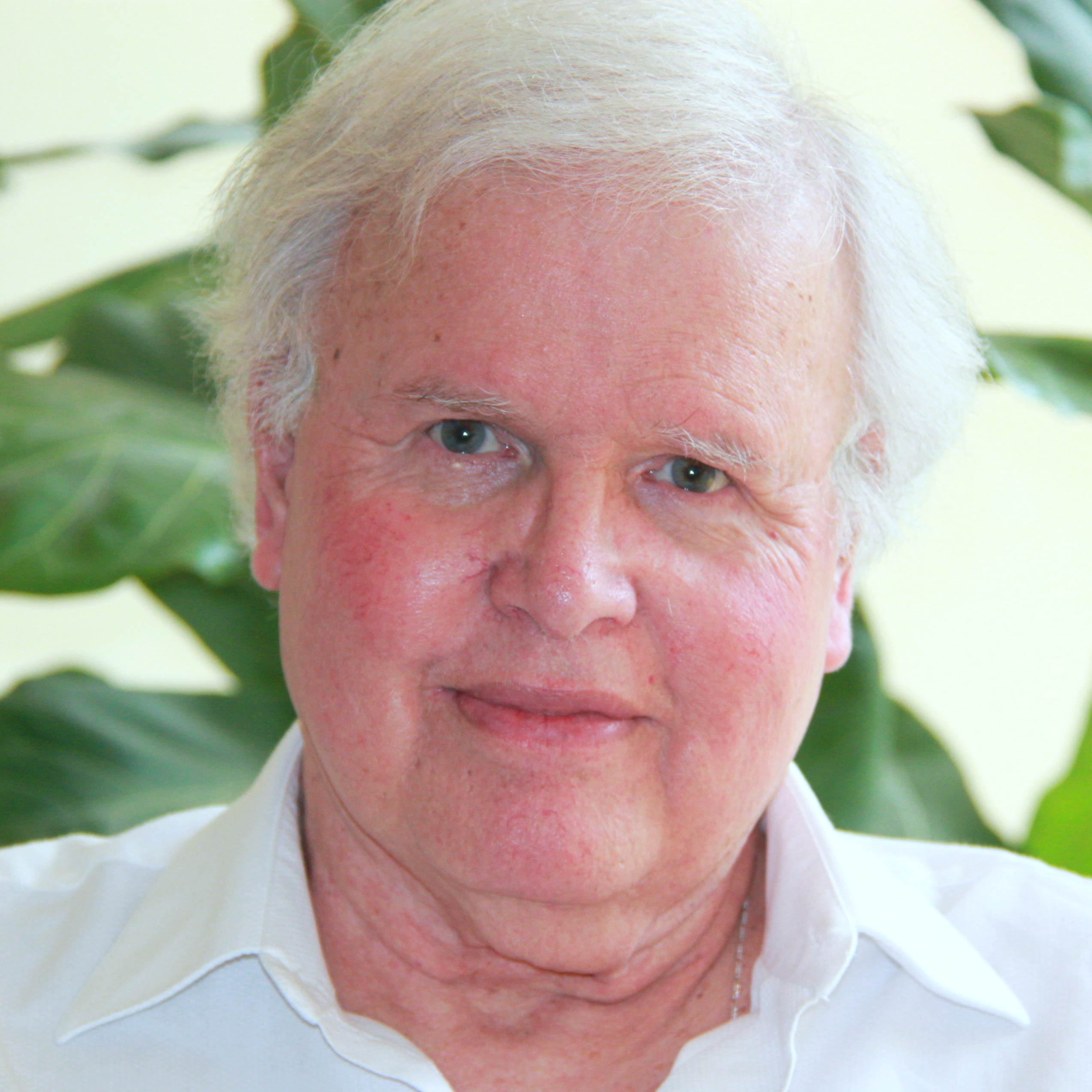
Don Beck

Don Edward Beck (Denton (Texas), 1 januari 1937 – 24 mei 2022) was een Amerikaanse organisatieadviseur. 
Beck was, met Cristopher Cowan, de ontwerper van Spiral dynamics, gebaseerd op de "Emergent Cyclic Levels of Existence Theory" van de psycholoog Clare Graves.
Verder was hij in de sport onder meer werkzaam voor De Springbokken en Dallas Cowboys. Hij was adviseur van Tony Blair.